# Nuoto di fondo ai campionati europei di nuoto 2020 - 25 km maschili
La gara dei 25 km in acque libere maschile si è svolta il 16 maggio 2021 presso il Lago Lupa a Budakalász, a nord di Budapest, in Ungheria. Hanno preso parte alla competizione 15 nuotatori. La gara si è svolta in concomitanza con la gara femminile.

## Medaglie
| Posizione | Atleti           | Paese   |
| --------- | ---------------- | ------- |
| Oro       | Axel Reymond     | Francia |
| Argento   | Matteo Furlan    | Italia  |
| Bronzo    | Kirill Abrosimov | Russia  |

## Risultati
La gara ha avuto inizio alle 9:35 (UTC+1 ora locale).
| Pos.    | Atleta             | Nazionalità        | Tempo     |
| ------- | ------------------ | ------------------ | --------- |
| Oro     | Axel Reymond       | Francia            | 4:35:59.8 |
| Argento | Matteo Furlan      | Italia             | 4:36:05.1 |
| Bronzo  | Kirill Abrosimov   | Russia             | 4:36:06.2 |
| 4       | Alessio Occhipinti | Italia             | 4:36:12.0 |
| 5       | Lars Bottelier     | Paesi Bassi        | 4:36:17.9 |
| 6       | Simone Ruffini     | Italia             | 4:36:18.1 |
| 7       | Ruslan Sadykov     | Russia             | 4:37:13.4 |
| 8       | Péter Gálicz       | Ungheria           | 4:37:32.7 |
| 9       | Evgenij Pop Acev   | Macedonia del Nord | 4:37:34.0 |
| 10      | Dávid Huszti       | Ungheria           | 4:38:37.0 |
| 11      | Martin Straka      | Rep. Ceca          | 4:39:56.0 |
| 12      | Matěj Kozubek      | Rep. Ceca          | 4:40:44.9 |
| 13      | Niklas Frach       | Germania           | 4:46:43.6 |
| —       | Evgeny Drattsev    | Russia             | dnf       |
| —       | Jules Wallart      | Francia            | dnf       |